# Apistogramma elizabethae
Apistogramma elizabethae är en fiskart som beskrevs av Kullander, 1980. Apistogramma elizabethae ingår i släktet Apistogramma och familjen Cichlidae. Inga underarter finns listade i Catalogue of Life.